# 宮原隆和
宮原 隆和は、日本の電子技術者。株式会社エルム 代表取締役。

## 経歴
1974年3月に大阪工業大学電子工学科を卒業し松尾電機株式会社に入社、1980年1月に同社を退職し、同年12月に株式会社エルムを設立し代表取締役に就任する。 2009年9月に株式会社イーエムエフを設立し代表取締役就任、2011年10月にカラーキネティクス・ジャパン株式会社を買収し翌年10月に代表取締役に就任する。

## 所属団体等
鹿児島県工業倶楽部、県立中央高校SSH運営指導委員、県立甲南高校SSH運営指導委員

## 表彰等
2001年全国中堅･中小企業新機械開発賞、2002年第六回鹿児島県産業技術賞大賞、2003年九州産業技術センター賞優秀賞、2005年鹿児島商工会議所産業経済賞大賞、2006年第１回中小企業庁元気なモノ作り中小企業300社に選定、2007年ものづくり日本大賞優秀賞、2008年九州・山口地域経営者賞、2008年黄綬褒章、2011年科学技術賞（文部科学大臣表彰）、グッドカンパニー大賞優秀企業賞等を受賞。